# Okręg Kielecki POW
Okręg Kielecki (VI) Polskiej Organizacji Wojskowej – jeden z okręgów Polskiej Organizacji Wojskowej z siedzibą w Kielcach, działający w latach 1915-1918

## Historia
Początki organizacji POW należy wiązać z przybyciem do Kielc w lutym 1915 Mieczysława Małolepszego ps. "Rdzawicz" który założył pierwszą sekcję POW w tym mieście. Z tego okresu zachowały się tylko fragmentaryczne dane. Wiadomo jedynie, że po wycofaniu się Rosjan z Kielc działała tu komenda lokalna POW Kielce - miasto kierowana przez przybyłego w tym czasie Juliusza Ulrycha. Żywszą działalność, w tym szkoleniową rozpoczęto na jesieni 1915. Rozkazem nr 3 Komendy Naczelnej do Komend Okręgowych i Miejscowych z końca 1915 powołano kielecki VI Okręg POW, na którego czele stanął wspomniany Juliusz Ulrych. Obejmował on swoim zasięgiem cały teren dawnej guberni kieleckiej. Do wiosny 1916 okręg nie był wystarczająco rozbudowany, być może nawet istniał tylko na papierze. Dopiero wsparcie ze strony ugrupowań lewicy niepodległościowej skupionych Narodowej Rady Okręgowej Ziemi Kieleckiej będącą regionalną strukturą Komitetu Naczelnego Zjednoczonych Stronnictw Niepodległościowych a potem Centralnego Komitetu Narodowego pozwoliło na rozbudowę liczy członków i struktur POW w okręgu.  
Rozwój organizacji POW w okręgu należy wiązać z przybyciem do Kielc z Radomia - Stefana Kirtiklisa ps. "Sewer". 16 maja  powołano do życia struktury obwodowe POW w następujących powiatach: nr 1 - kielecki, nr 2 - stopnicki, nr 3 - jędrzejowski, nr 4 włoszczowski, nr 5 - pińczowski, nr 6 miechowski. Na jesieni 1916 dołączył do nich obwód olkuski (z okręgu Vb POW Zagłębie). W większości z nich zaczęły działać organizacje POW. Te działania kontynuował następny komendant okręgu Tadeusz Herfurt  ps. „Janicki. W początkach listopada okręg liczył 231 członków, zaś 1 stycznia 1917 już 325 członków, co stanowiło prawie 41% wzrost w ciągu dwóch miesięcy. Ze względu na kontynuowany w następnych miesiącach rozwój struktur lokalnych i liczebności komendant okręgu VI przeprowadził 16 czerwca 1917 reorganizację w wyniku której w okręgu kieleckim ustalono podział na następujące obwody: nr 1 – miasto Kielce, nr 2 – powiat stopnicki, nr 3 – powiat jędrzejowski, nr 4 – południowa część powiatu włoszczowskiego ze Szczekocinami, nr 5 – północna część powiatu pińczowskiego z Pińczowem, nr 6 – powiat miechowski, nr 7 – powiat olkuski, nr 8 – północna część powiatu włoszczowskiego z Włoszczową, nr 9 – powiat kielecki bez Kielc, nr 10 – południowa część powiatu pińczowskiego z Kazimierzą Wielką. 1 września 1917 okręg liczył już 1 666 członków. Istotną rolę w werbowaniu nowych członków i rozszerzeniu wpływów POW w okręgu odegrało utworzone w początkach 1917 r.  legalnie działające Towarzystwo Strzelecko-Sportowe "Piechur". W Kielcach jego prezesem był Stefan Artwiński, a na 209 jego członków 138 należało do POW,  Na jesieni 1918 liczebność okręgu wzrosła do 2 379 członków. 1 listopada 1918 roku na terenie okręgu POW wraz z Pogotowiem Bojowym PPS w trakcie trwającego strajku generalnego rozbroiły okupacyjne oddziały armii austro-węgierskiej. 5 listopada 1918 władzę w Kielcach wspierany przez kadrę austriackiego 56 pułku piechoty przejął jako komisarz Rady Regencyjnej - ówczesny prezydent miasta Gustaw Bukowiński. Jednak zdecydowana akcja przybyłych do miasta oddziałów POW i Pogotowia Bojowego PPS 7 listopada pozbawiły go tej funkcji a władzę w mieście i powiecie przejął jako komisarz Tymczasowego Rządu Ludowego Republiki Polskiej w Lublinie miejscowy lider socjalistów - Franciszek Leoffler.
Okręg VI POW uległ ostatecznej likwidacji 23 listopada 1918 stając się podstawą kadrową 25 pułku piechoty, formowaną w końcu 1918 w Okręgu Generalnym Kieleckim.

## Komendanci okręgu
- Juliusz Ulrych (październik 1915 - 1 maja 1916)[11]
- Stefan Seweryn Kirtiklis ps. „Sewer” (1 maja – 19 października 1916)[12]
- Tadeusz Herfurt  ps. „Janicki”, „Armak” (19 października 1916 - maj 1918)[13]
- Alojzy Gluth-Nowowiejski ps. "Świeżyński Bolesław" (10 sierpnia 1918 - lipiec 1918)[14]
- Władysław Kosterski, ps. "Spalski" (15 lipca - 15 listopada 1918)[15]